# Episodi di Degrassi Junior High (seconda stagione)
La seconda stagione della serie televisiva Degrassi Junior High è stata trasmessa in anteprima in Canada dalla CBC Television tra il 4 gennaio 1988 e il 28 marzo 1988.
| nº | Titolo originale   | Prima TV Canada  |
| -- | ------------------ | ---------------- |
| 1  | Eggbert            | 4 gennaio 1988   |
| 2  | A Helping Hand...  | 14 gennaio 1988  |
| 3  | Great Expectations | 18 gennaio 1988  |
| 4  | Dinner & a Show    | 25 gennaio 1988  |
| 5  | Stage Fright       | 1º febbraio 1988 |
| 6  | Fight!             | 8 febbraio 1988  |
| 7  | Bottled Up         | 15 febbraio 1988 |
| 8  | Sealed with a Kiss | 22 febbraio 1988 |
| 9  | Dog Days           | 29 febbraio 1988 |
| 10 | Censored           | 7 marzo 1988     |
| 11 | Trust Me           | 14 marzo 1988    |
| 12 | ...He's Back       | 21 marzo 1988    |
| 13 | Pass Tense         | 28 marzo 1988    |